# Rodaniense
La cultura Rodaniense, llamada así por haberse desarrollado en el valle del Ródano, en el sudeste francés, es una cultura del Paleolítico superior caracterizada por microlitos. Los restos hallados contenían trozos de bronce chapado y cerámicas de aspecto campaniforme. Fue contemporánea de la Solutrense.